# 1007
1007 (MVII) je bilo navadno leto, ki se je po julijanskem koledarju začelo na sredo.

## Dogodki
- 1. november - SRC: ustanovljena je Bamberška škofija. Namenjena naj bi bila pokristjanjevanju tamkajšnjih Slovanov.
- Nemški kralj Henrik II. se enostransko odpove sporazumu iz Poznana, ki ga je sklenil s poljskim vojvodo Boleslavom. Nemško-poljska vojna (1002-18) se nadaljuje, vojaško pobudo prevzamejo Poljaki.
- Angleški kralj Ethelred II. Nepripravljeni je  prisiljen plačati danegeld danskemu kralju Svenu.
- Umrlega vojvodo Amalfija Ivana I. nasledi sin Sergej II.
- Izbruh Vezuva.

## Rojstva
- Grouch, žena škotskega kralja Macbetha († 1060)
- Gruffydd ap Llywelyn, valižanski kralj Gwynedda in Powysa, kralj vsega Walesa († 1063)
- Hugo Magnus, francoski sokralj († 1025)
- Izak I. Komnen, bizantinski cesar († 1061)
- Ouyang Xiu, kitajski državnik, zgodovinar, esejist, pesnik († 1072)
- Ramiro I., aragonski kralj († 1063)

## Smrti
- Badi' al-Zaman al-Hamadani, arabski književnik (* 969)
- Ivan I., vojvoda Amalfija, knez Salerna
- Maslama Al-Majriti, španski muslimanski astronom, matematik